# Скеля, де був збудований замок Данила Галицького
Ске́ля, де був збудо́ваний за́мок Дани́ла Га́лицького — комплексна пам'ятка природи місцевого значення в Україні. Розташована в межах Старосамбірського району Львівської області, на північний захід від села Спас. 
Площа 1 га. Статус — з 1984 року. 
Статус надано з метою збереження пам'ятки археології у місці, де за легендою стояв замок сина Данила Галицького — Льва Даниловича. Пам'ятка природи розташована на вершині лісистого пагорба, неподалік від річки Дністер. 